# Tünsdorf
Tünsdorf est un ortsteil de la commune allemande de Mettlach en Sarre.

## Géographie

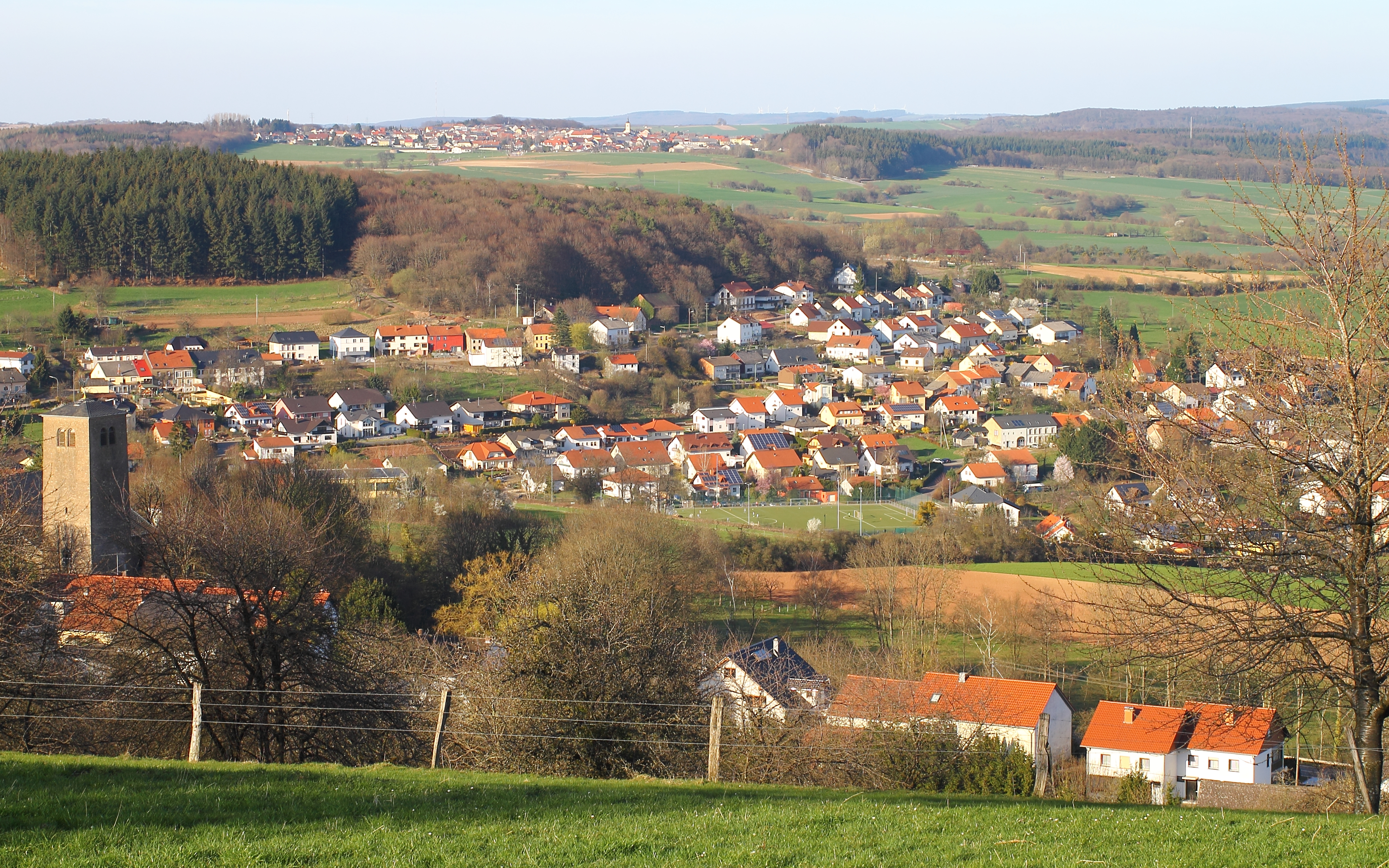
Panorama.

## Histoire
Anciennement nommé Tunstroff, était une commune de Moselle dans l'arrondissement de Thionville et le canton de Sierck, puis fut cédé à la Prusse en 1815. 
Tünsdorf fut ensuite une commune allemande indépendante jusqu'au 1er janvier 1974.

## Lieux et monuments

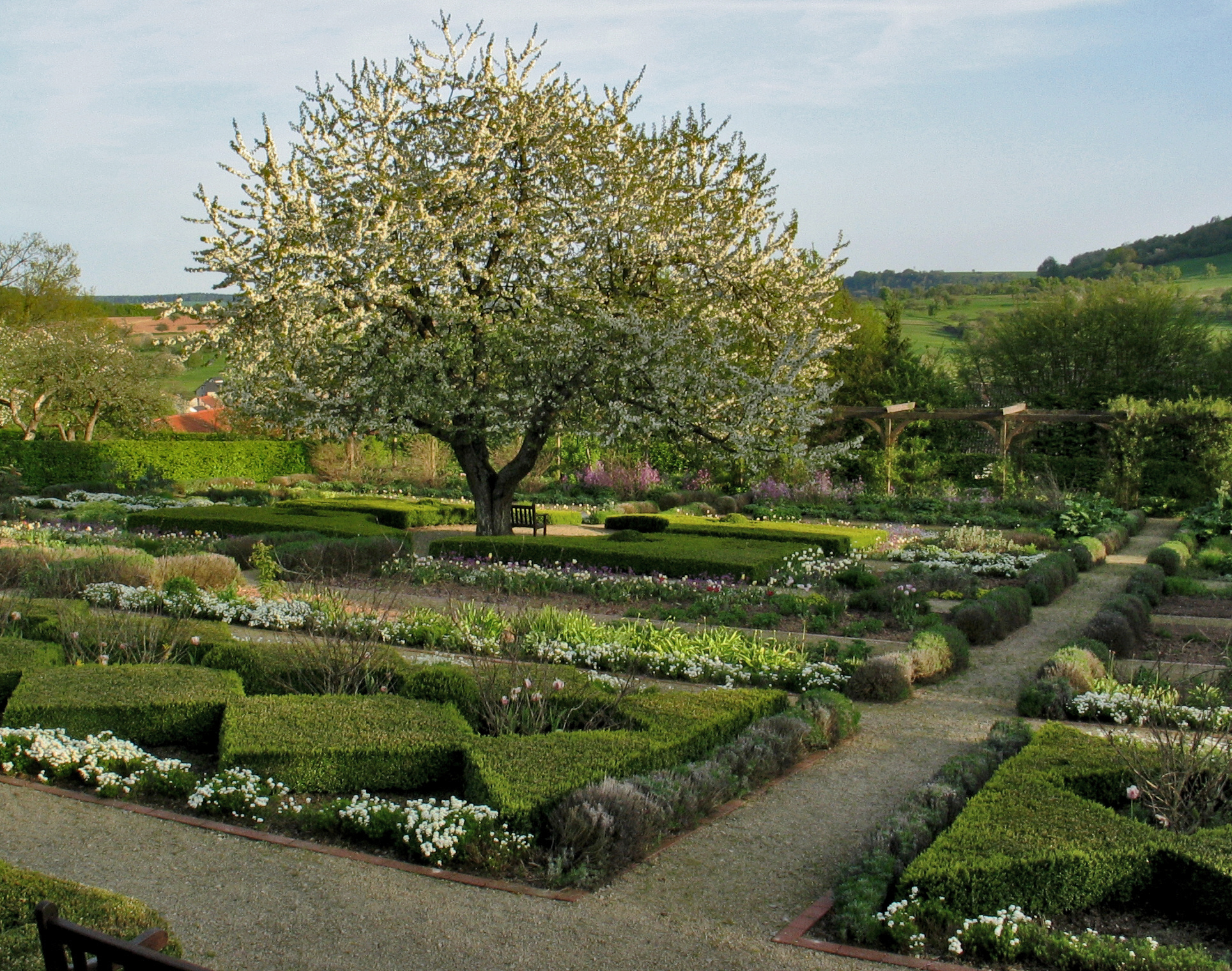
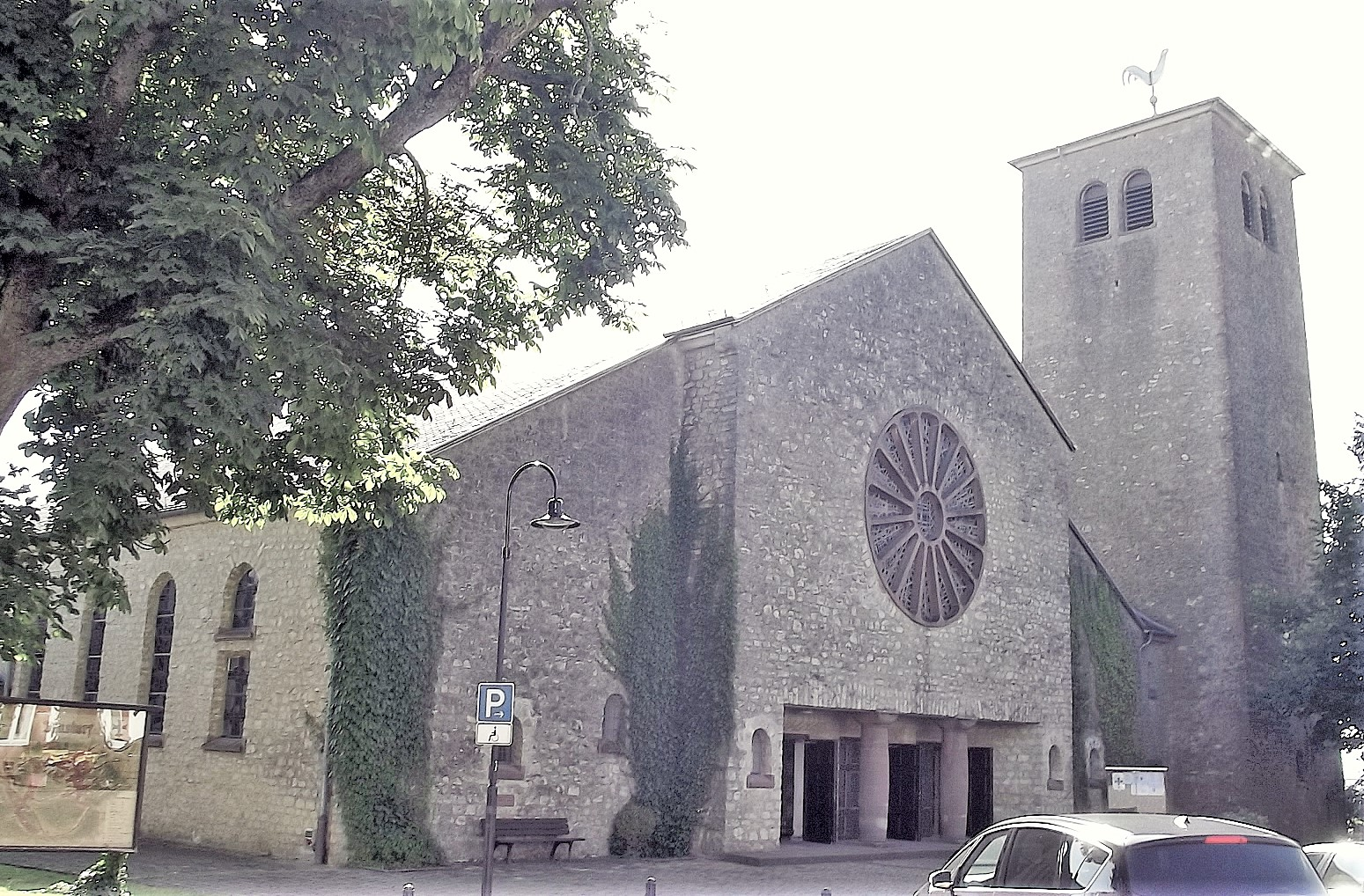